# Kanton Digoin
Digoin is een kanton van het Franse departement Saône-et-Loire. Het kanton maakt deel uit van het arrondissement Charolles.

## Gemeenten
Het kanton Digoin omvatte tot 2014 de volgende 5 gemeenten:
- Digoin (hoofdplaats)
- Les Guerreaux
- La Motte-Saint-Jean
- Saint-Agnan
- Varenne-Saint-Germain

Na de herindeling van de kantons bij decreet van 18 februari 2014, met uitwerking op 22 maart 2015 werd het kanton uitgebreid met de 10 gemeenten van het opgeheven kanton Bourbon-Lancy, namelijk :
- Bourbon-Lancy
- Chalmoux
- Cronat
- Gilly-sur-Loire
- Lesme
- Maltat
- Mont
- Perrigny-sur-Loire
- Saint-Aubin-sur-Loire

- Vitry-sur-Loire